# Харрасов, Мухамет Хадисович
Мухамет Хадисович Харрасов (18 сентября 1948, Серменево, Башкирская АССР — 9 марта 2024, Уфа) — физик, член-корреспондент АН РБ (2002), доктор физико-математических наук (1995), профессор (1996), ректор Башкирского государственного университета (2000—2010), заслуженный деятель науки РФ (2008) и Республики Башкортостан (1997), академик РАЕН (1998), почётный работник высшего профессионального образования РФ (2002), отличник Министерства образования РФ (2003).

## Биография
Харрасов Мухамет Хадисович родился 18 сентября 1948 года в селе Серменево Белорецкого района БАССР. Отец — Харрасов Хадис Харрасович, ветеран Финской и Великой Отечественной войн.
В 1966 году с золотой медалью окончил Серменевскую среднюю школу и поступил на физическое отделение физико-математического факультета Башкирского государственного университета.
В 1971 году Мухамет Хадисович окончил с отличием физический факультет Башкирского государственного университета (БГУ), (ныне Уфимский университет науки и технологий).
В 1971—1972 годах — лаборант, БГУ.
В 1972—1975 годах — аспирант МГУ им. Ломоносова. В 1976 году защитил кандидатскую диссертацию на тему «Неравенства Н. Н. Боголюбова в модельных системах».
В 1975—1991 годах — ассистент, старший преподаватель, доцент кафедры теоретической и экспериментальной физики БГУ (ныне Уфимский университет науки и технологий).
С 1980 по 1984 год работал в Алжире преподавателем (командировка). С 1991 по 1994 год учился в докторантуре МГУ. Тема защищенной в МГУ докторской диссертации «Асимптотические методы Боголюбова в некоторых моделях динамических систем».
С 1994 по 1999 год Мухамет Хадисович — доцент, профессор, декан физического факультета БГУ (ныне Уфимский университет науки и технологий). С 1999 по 2000 год работал заместителем, исполняющим обязанности председателя Государственного комитета Республики Башкортостан по науке, высшему и среднему профессиональному образованию.
17 января 2000 года избран ректором ГОУ ВПО «Башкирский государственный университет» (ныне Уфимский университет науки и технологий), в 2005 году переизбран на новый срок.
Депутат Государственного Собрания — Курултая Республики Башкортостан двух созывов (2003 г., 2008 г.). Член Всероссийской политической партии «Единая Россия».
Область научных интересов Харрасова: физика сверхпроводимости материалов; стохастические диффузные процессы в диссипативных системах; динамические обменные взаимодействия в конденсированных средах. Им была разработана теория динамических обменных взаимодействий в конденсированных средах, установлены математические соотношения в системе с нарушенной симметрией.
Скончался 9 марта 2024 года в Уфе на 76-м году жизни. Прощание состоялось 10 марта в здании Государственного собрания — Курултая Республики Башкортостан. Похоронен в селе Серменево Белорецкого района.

## Труды
Харрасов Мухамет Хадисович — автор более 100 научных публикаций.
- «Асимптотическое поведение решений уравнения Фоккера-Планка при t ®» Доклады Академии наук. 1992. Т. 325. С. 280—283.

Высокотемпературная сверхпроводимость магнитокерамических систем. Уфа: Китап, 1997 (соавтор).
- Садовников Б. И., Харрасов М. Х. «Неравенства Н. Н. Боголюбова в равновесной статистической механике» // ДАН СССР. 1974. Т. 216. № 3. С. 513—516.
- Харрасов М. Х. «О предельных соотношениях для корреляционных функций» // ДАН СССР. 1976. Т. 230. № 4. С. 826—829.
- Алексеев В. В. Харрасов М. Х. «Об асимптотике решений уравнения Фоккера-Планка при больших значениях времени» // ТФМ. 1993. Т. 97. № 1. С. 113—120.
- Харрасов М. Х. «Эволюция простой динамической системы в случайном поле» // ТФМ. 1993. Т. 93. № 3. С. 414—419.
- Садовников Б. И., Харрасов М. Х. «Метод самосогласованного поля Н. Н. Боголюбова в статистической механике» // ДАН. 1994. Т. 339. № 4. С. 472—476.
- Савченко М. А., Стефанович А. В., Харрасов М. Х. «Высокотемпературная сверхпроводимость магнитокерамических систем». Уфа: Китап, 1997. — 176 с.

## Награды и звания
- Заслуженный деятель науки РФ (2008)[8];
- Отличник образования Российской Федерации (2003);
- Почётный работник высшего профессионального образования Российской Федерации (2002);
- Диплом качества Diploma di merito Европейской научно-промышленной палаты за вклад в науку (2016);
- Удостоен звания «Ректор года — 2004»;
- Заслуженный деятель науки Республики Башкортостан (1997);
- Почетная грамота Генерального консульства СССР в г. Оране (1982);
- Почётная Грамота Республики Башкортостан;
- Почетный знак Государственного Собрания – Курултая Республики Башкортостан «За особый вклад в развитие законодательства Республики Башкортостан».